# 청양고추
청양고추(靑陽고추)는 한국에서 재배되는 고추 중 가장 매운 고추 품종 중의 하나이다. 1983년 《중앙종묘》의 유일웅 박사에 의해 개발되었으며, 고추재배 농가를 대상으로 3년간 연구 및 시험재배를 한 경북 청송군과 영양군에서 이름을 따서 “청양고추”라고 이름지었다. 청양고추의 매운 정도는 4000~1만2000 스코빌에 이른다.

## 이름
청양(靑陽)고추는 종묘 업체인 중앙종묘에서 1983년 개발한 고추 품종으로, 중앙종묘는 청양 외에도 청명, 청복, 조은, 조향, 조홍 등 수십 종의 고추 품종을 개발하여 등록하였다.
그러나 1998년 IMF 사태로 인해, 세미니스가 한국의 《흥농종묘》와 《중앙종묘》를 인수합병하여 청양고추의 개발사가 흡수되었고, 개발자들은 회사를 떠나게 되었다.
고추 품종의 명칭과 동일한 지명을 사용하고 있는 충청남도 청양군 (靑陽郡)은 청양고추라는 명칭의 유래가, '1968년 중앙종묘회사에서 청양에서 고추가 잘 자란다는 이야기를 듣고, 청양군 (농업기술센터)구 농촌지도소 소장에게 품종을 골라줄 것을 부탁하고 좋은 종자가 선정되면 그 고추에 청양고추라는 이름을 붙이기로 했기 때문'이라고 주장하고 있다. 청양군은 청양고추가 전국적으로 유명세를 얻자 청양고추축제를 개최하고 청양군 농촌지도소등의 자료를 바탕으로 청양이 '청양고추'의 원산지라고 주장하고 있으며 이는 당연하게도 청송군과 영양군의 반발을 불렀다. 청양군은 2009년 군비를 들여 '식탁 위의 화려한 혁명 고추' 책자를 발간하면서 "청양고추의 원산지는 '청양'이라는 연구 용역 결과가 나왔으며, 이번에 청양고추 원산지에 대한 논란과 갈등에 종지부를 찍었다"고 주장했다 또 "'청양고추 콘텐츠 구축 연구용역'을 맡은 평생교육실천포럼(대표 전도근)은 청양고추의 원산지가 '충남 청양'이라는 결과를 냈다"며 "청송의 '청'과 영양의 '양' 자를 따서 '청양고추'로 명명한 품종을 등록했다고 하나, 종자를 만들었다는 어떠한 근거도 없다" 고 주장하였다.
청양군의 주장과는 달리, 주장의 근거로 제시된 당사자인 중앙종묘는 자사 홈페이지의 게시물을 통해 '1970년대 말부터 1980년대 초에, 소과종이 대과종보다 가격이 높고 특히 국내 최대 주산지인 경상북도 북부 지방의 청송, 영양지역에서 소과종이 주로 재배되어 이 지역에 적합한 품종을 육성하고자 하였다'고 적시하여 명칭의 유래가 청양군과는 무관함을 밝힌 바 있다. 다만, 1998년 중앙종묘가 세미니스에 인수된 이후 홈페이지의 개편을 거치며 해당 게시물이 수록된 게시판은 사라진 상태이다.
국립종자관리소에 청양고추의 품종개발자로 등록되어 있는 '유일웅' 박사는 조선일보, 파이낸셜뉴스등의 언론사 공식 인터뷰를 통해 '청양고추 품종은 제주산과 태국산 고추를 잡종교배하여 만든 것으로 경상북도 청송군과 영양군 일대에서 임상재배에 성공하였으며, 현지 농가의 요청에 의해 청송의 청(靑), 영양의 양(陽)자를 따서 청양고추로 명명하여 품종등록하였다'고 밝힌 바 있다.
더하여 청양고추의 유래에 대한 객관적인 학술 자료는 서울대학교출판부의 '한국채소종자산업발달사'에 "매운맛이 더하고 음식맛이 좋다고 하며 계속 공급해 줄 것을 요구해 와 청송의 '청'자와 영양의 '양'자를 합해 '청양고추'로 명명하고 시판하게 되었다"299페이지
'청양고추' 명칭유래에 대해 객관적으로 보자면  청양군 유래설은 지역이권에 민감한 지방자치제 군수의 영향(업무와 관련해서는 도단위 농촌기술원의 관리감독을 받지만 복무, 인사는 군청의 감독을 받는다.)아래에 있는 청양군 농업기술센터의 주장과 군비로 용역을 맡긴 '평생교육실천포럼'이란 단체의 신뢰성 여부가 논란이 될 수 있다. 반면에 청송, 영양 기원설은 중립적인 중앙 행정관서인 국립종자원의 기록및 청양고추 개발자인 유일웅 박사의 인터뷰 내용이 일치하며 학계(서울대학교)의 연구총서 자료등 중립성과 신뢰성을 보인다.
국립종자원과는 독립적으로 중앙행정관서인 농촌진흥청이 공식 발행한  연구 리포트에서 청양고추의 유래에 대해서 "1983년 중앙종묘가 개발한 품종인 ‘청양고추’는 식품회사에서 요청한 캡사이신 추출용 고추로 개발되었다가 시범 재배한 농업인들에 의해 풋고추로 개발- 청양이라는 이름은 바로 이 품종의 가능성을 알아낸 경북 청송과 영양지역의 농업인들에 대한 감사의 표시로 지역명의 글자를 따서 ‘청양’이라 호칭..." 이라 보고하고 있다.

### 사투리
경상도 지역에서는 그냥 청양고추를 땡초라고 부른다.

## 같이 보기
- 부트 졸로키아
- 아바네로고추
- 스코빌 척도
- 청양군
- 청송군/영양군